# Hatrize
Hatrize est une commune française située dans le département de Meurthe-et-Moselle en région Grand Est.

## Géographie
|                        | Valleroy  |            |
| Abbéville-lès-Conflans | Hatrize   | Moineville |
| Labry                  | Giraumont |            |

### Hydrographie

#### Réseau hydrographique
La commune est dans le bassin versant du Rhin au sein du bassin Rhin-Meuse. Elle est drainée par le ruisseau de Nile, le ruisseau des Rus, le ruisseau du Bois de Woivre et l'Orne,.

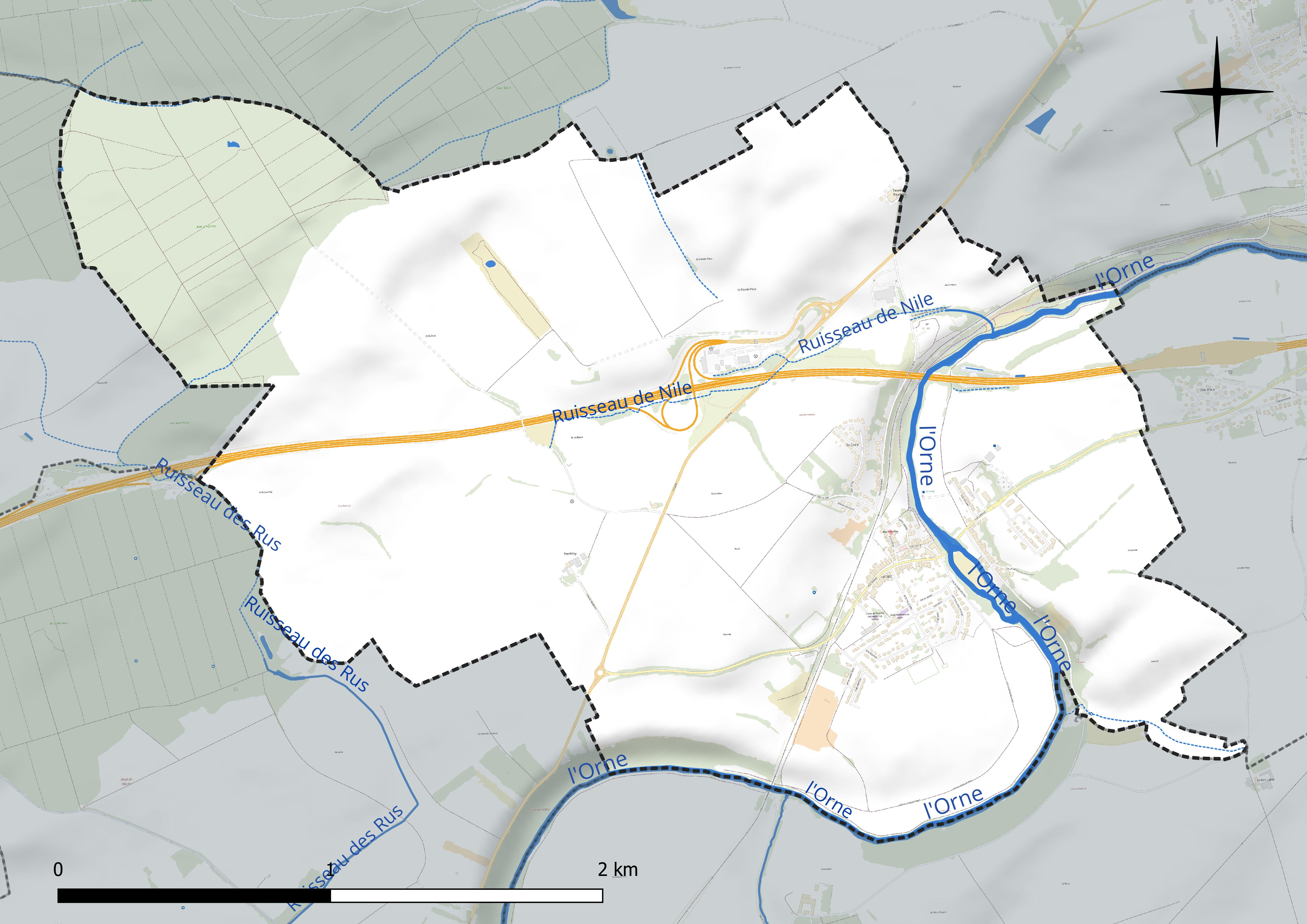
Réseau hydrographique d'Hatrize.

#### Gestion et qualité des eaux
Le territoire communal est couvert par le schéma d'aménagement et de gestion des eaux (SAGE) « Bassin ferrifère ». Ce document de planification concerne le périmètre des anciennes galeries des mines de fer, des aquifères et des bassins versants hydrographiques associés qui s’étend sur 2 418 km2. Les bassins versants concernés sont celui de la Chiers en amont de la confluence avec l'Othain, et ses affluents (la Crusnes, la Pienne, l'Othain), celui de l'Orne et ses affluents et celui de la Fensch, le Veymerange, la Kiesel et les parties françaises du bassin versant de l'Alzette et de ses affluents (Kaylbach, ruisseau de Volmerange). Il a été approuvé le 27 mars 2015. La structure porteuse de l'élaboration et de la mise en œuvre est la région Grand Est. 
La qualité des cours d’eau peut être consultée sur un site dédié géré par les agences de l’eau et l’Agence française pour la biodiversité. 

### Climat
Pour des articles plus généraux, voir Climat du Grand Est et Climat de Meurthe-et-Moselle.
En 2010, le climat de la commune est de type climat des marges montargnardes, selon une étude du Centre national de la recherche scientifique s'appuyant sur une série de données couvrant la période 1971-2000. En 2020, Météo-France publie une typologie des climats de la France métropolitaine dans laquelle la commune est exposée à un climat semi-continental et est dans la région climatique  Lorraine, plateau de Langres, Morvan, caractérisée par un hiver rude (1,5 °C), des vents modérés et des brouillards fréquents en automne et hiver. 
Pour la période 1971-2000, la température annuelle moyenne est de 9,6 °C, avec une amplitude thermique annuelle de 16,4 °C. Le cumul annuel moyen de précipitations est de 776 mm, avec 12 jours de précipitations en janvier et 9,4 jours en juillet. Pour la période 1991-2020, la température moyenne annuelle observée sur la station météorologique de Météo-France la plus proche, « Doncourt-lès-Conflans », sur la commune de Doncourt-lès-Conflans à 6 km à vol d'oiseau, est de 10,7 °C et le cumul annuel moyen de précipitations est de 710,3 mm. 
La température maximale relevée sur cette station est de 40,9 °C, atteinte le 25 juillet 2019 ; la température minimale est de −16,5 °C, atteinte le 26 décembre 2010,,. 
Les paramètres climatiques de la commune ont été estimés pour le milieu du siècle (2041-2070) selon différents scénarios d'émission de gaz à effet de serre à partir des nouvelles projections climatiques de référence DRIAS-2020. Ils sont consultables sur un site dédié publié par Météo-France en novembre 2022.

## Urbanisme

### Typologie
Au 1er janvier 2024, Hatrize est catégorisée commune rurale à habitat dispersé, selon la nouvelle grille communale de densité à sept niveaux définie par l'Insee en 2022.
Elle est située hors unité urbaine et hors attraction des villes,.

### Occupation des sols
L'occupation des sols de la commune, telle qu'elle ressort de la base de données européenne d’occupation biophysique des sols Corine Land Cover (CLC), est marquée par l'importance des territoires agricoles (83,2 % en 2018), une proportion sensiblement équivalente à celle de 1990 (82,6 %). La répartition détaillée en 2018 est la suivante : terres arables (69,4 %), prairies (13,8 %), forêts (11,8 %), zones urbanisées (5 %). L'évolution de l’occupation des sols de la commune et de ses infrastructures peut être observée sur les différentes représentations cartographiques du territoire : la carte de Cassini (XVIIIe siècle), la carte d'état-major (1820-1866) et les cartes ou photos aériennes de l'IGN pour la période actuelle (1950 à aujourd'hui).

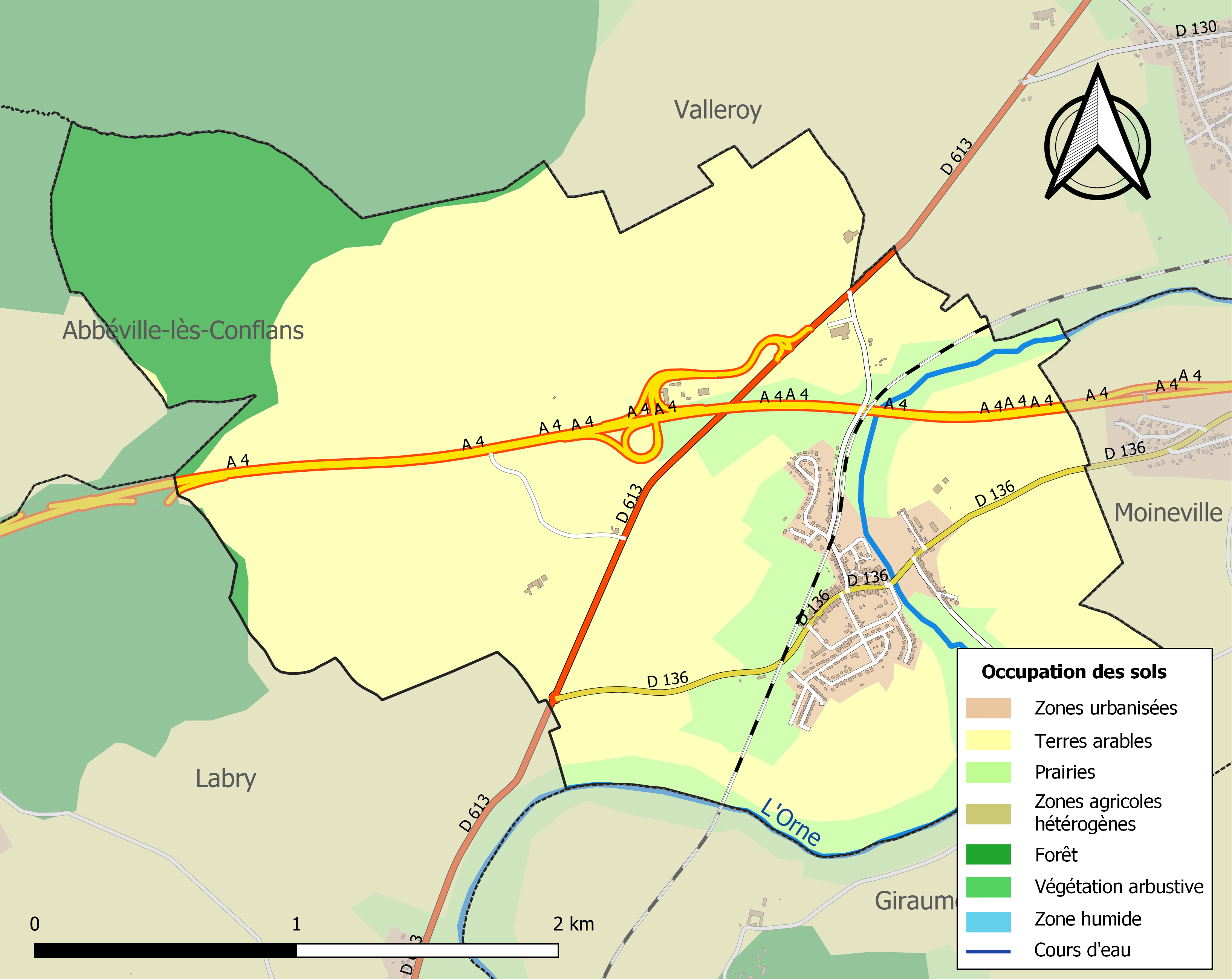
Carte des infrastructures et de l'occupation des sols de la commune en 2018 (CLC).

## Toponymie
Le nom de la localité est attesté sous les formes Hastrise (1157) ; Astrise (1186) ; Hatrize (1188) ; Hatrisia (1230) ; Haltrise (1297) ; Astrise (1320) ; Hautrise (1352) ; Atrize (1369) ; Archipresb. de Hattrisia (1544) ; Haitrise (1597) ; Hartelize (XVIIe siècle) ; Hestrisse (1633) ; Hestrise (1635) ; Hesterize (1636) ; Hatterize, Hattrize (1689) ; Hatrisia (1749) ; Hattrise (1779) ; Hatrise (1793) ; Hattrizé (1801).

## Histoire
Des fouilles archéologiques effectuées préventivement à des constructions prouvent une ancienneté de l'occupation du site. Les vestiges les plus anciens datent de la fin du néolithique, vers 2 500 av. J.-C. À l'emplacement du lieu-dit Poirier le Loup, des ossements d'animaux et des débris de poteries datent de la fin du premier âge du fer et du début du second, vers 450 av. J.-C. Des traces de fixation de poteaux de bois constituant l'ossature de bâtiments datent de l'époque mérovingienne. Des fondations en pierres d'un bâtiment de plusieurs dizaines de mètres carrés et d'annexes remontent à l'époque carolingienne.
En 1817, Hatrize, archiprêtré de l'ancien duché de Bar sur l'Orne, a pour annexe la ferme de Daumont. À cette époque, il y a 379 habitants répartis dans 67 maisons.

## Politique et administration
| Période                                  | Période   | Identité           | Étiquette | Qualité                              |
| ---------------------------------------- | --------- | ------------------ | --------- | ------------------------------------ |
| Les données manquantes sont à compléter. |           |                    |           |                                      |
| 1959                                     | 1982      | Jean Poussot       |           |                                      |
| 1989                                     | juin 1995 | Gérard Cauquelin   |           |                                      |
| juin 1995                                | mars 2001 | André Magar        |           |                                      |
| mars 2001                                | mars 2008 | Gérard Hypolite    |           |                                      |
| mars 2008                                | mai 2020  | Jean-Marie Weyland |           | Retraité de la fonction publique     |
| mai 2020                                 | En cours  | Gérard Hypolite,   |           | Agriculteur sur moyenne exploitation |

## Population et société

### Démographie
L'évolution du nombre d'habitants est connue à travers les recensements de la population effectués dans la commune depuis 1793. Pour les communes de moins de 10 000 habitants, une enquête de recensement portant sur toute la population est réalisée tous les cinq ans, les populations de référence des années intermédiaires étant quant à elles estimées par interpolation ou extrapolation. Pour la commune, le premier recensement exhaustif entrant dans le cadre du nouveau dispositif a été réalisé en 2008.

En 2022, la commune comptait 806 habitants, en évolution de +4,68 % par rapport à 2016 (Meurthe-et-Moselle : −0,13 %, France hors Mayotte : +2,11 %).
| 1793 | 1800 | 1806 | 1821 | 1836 | 1841 | 1861 | 1866 | 1872 |
| ---- | ---- | ---- | ---- | ---- | ---- | ---- | ---- | ---- |
| 415  | 387  | 397  | 368  | 416  | 375  | 350  | 352  | 341  |

| 1876 | 1881 | 1886 | 1891 | 1896 | 1901 | 1906 | 1911 | 1921 |
| ---- | ---- | ---- | ---- | ---- | ---- | ---- | ---- | ---- |
| 367  | 355  | 332  | 318  | 324  | 312  | 393  | 490  | 369  |

| 1926 | 1931 | 1936 | 1946 | 1954 | 1962 | 1968 | 1975 | 1982 |
| ---- | ---- | ---- | ---- | ---- | ---- | ---- | ---- | ---- |
| 442  | 477  | 488  | 453  | 522  | 687  | 738  | 663  | 787  |

| 1990 | 1999 | 2006 | 2008 | 2013 | 2018 | 2022 | - | - |
| ---- | ---- | ---- | ---- | ---- | ---- | ---- | - | - |
| 704  | 684  | 729  | 739  | 772  | 767  | 806  | - | - |

## Culture locale et patrimoine

### Lieux et monuments

#### Édifices civils
L'histoire d'Hatrize est marquée par des présences gallo-romaine et franque et différents lieux et bâtiments :
- une maison forte — propriété de la famille des Armoises puis de la famille de Landres, vendue au milieu du XVIIIe siècle par le comte du Hautoy à monsieur de Failly appartenant ensuite au comte de Gourcy seigneur du lieu — dont l'origine remonte au XVIe siècle mais le percement des baies est modifié aux XVIIIe et XIXe siècles ; elle est équipée d'éléments défensifs (échauguettes, canonnières). Les façades et toitures du corps sud des dépendances, y compris l'échauguette et la totalité de l'ancienne maison forte sont inscrites au titre des monuments historiques par arrêté du 18 septembre 1996[24].
- un ancien moulin à blé en ruine dont les époques de construction se situent au XVe siècle (détruit), au XVIIIe siècle (détruit), pendant la seconde moitié du XIXe siècle et pendant la seconde moitié du XXe siècle.
- un ancien ossuaire avec des crânes enchassés dans la maçonnerie, objet d'un classement au titre des monuments historiques par arrêté du 13 août 1990[25].

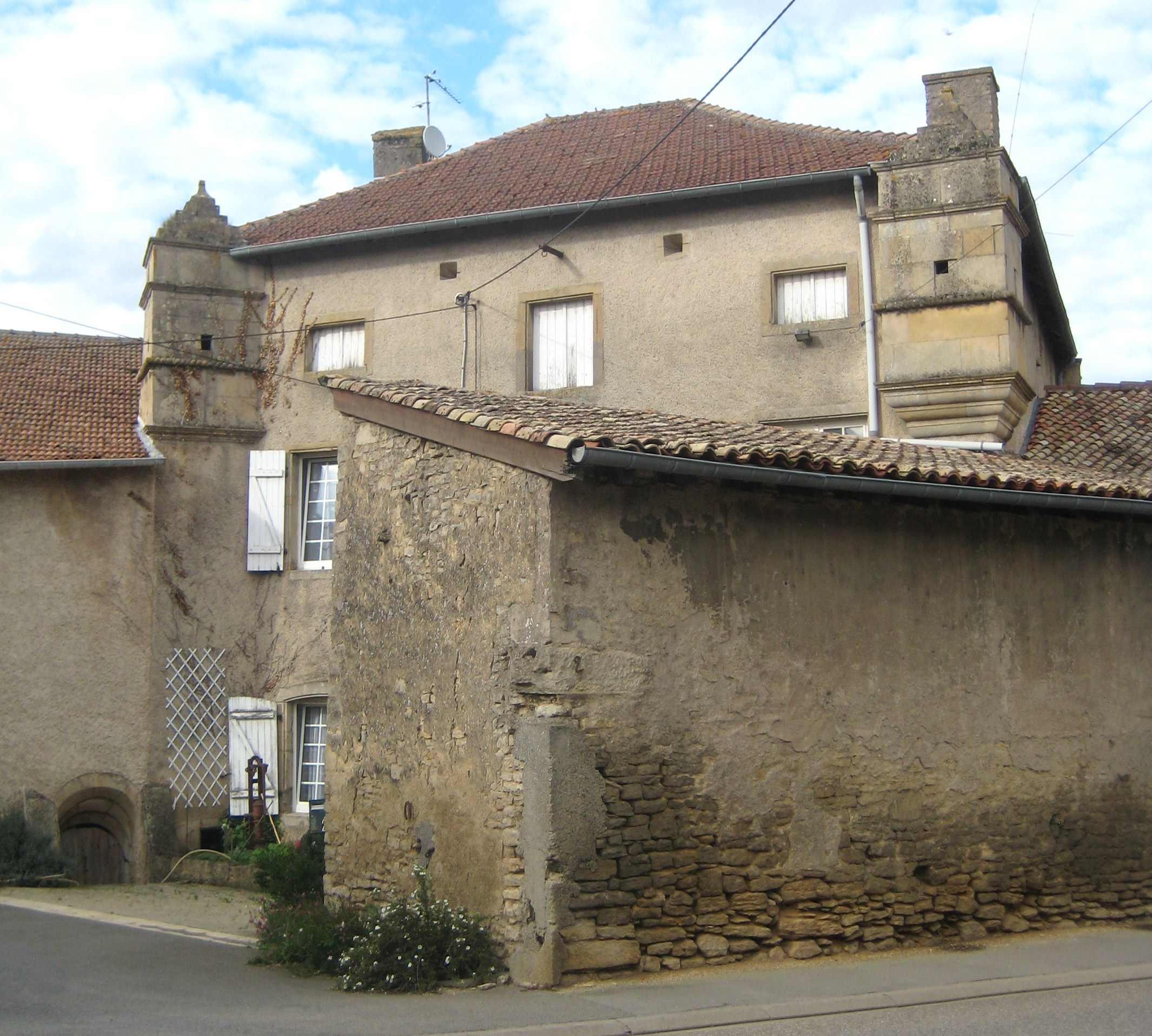
Maison forte.
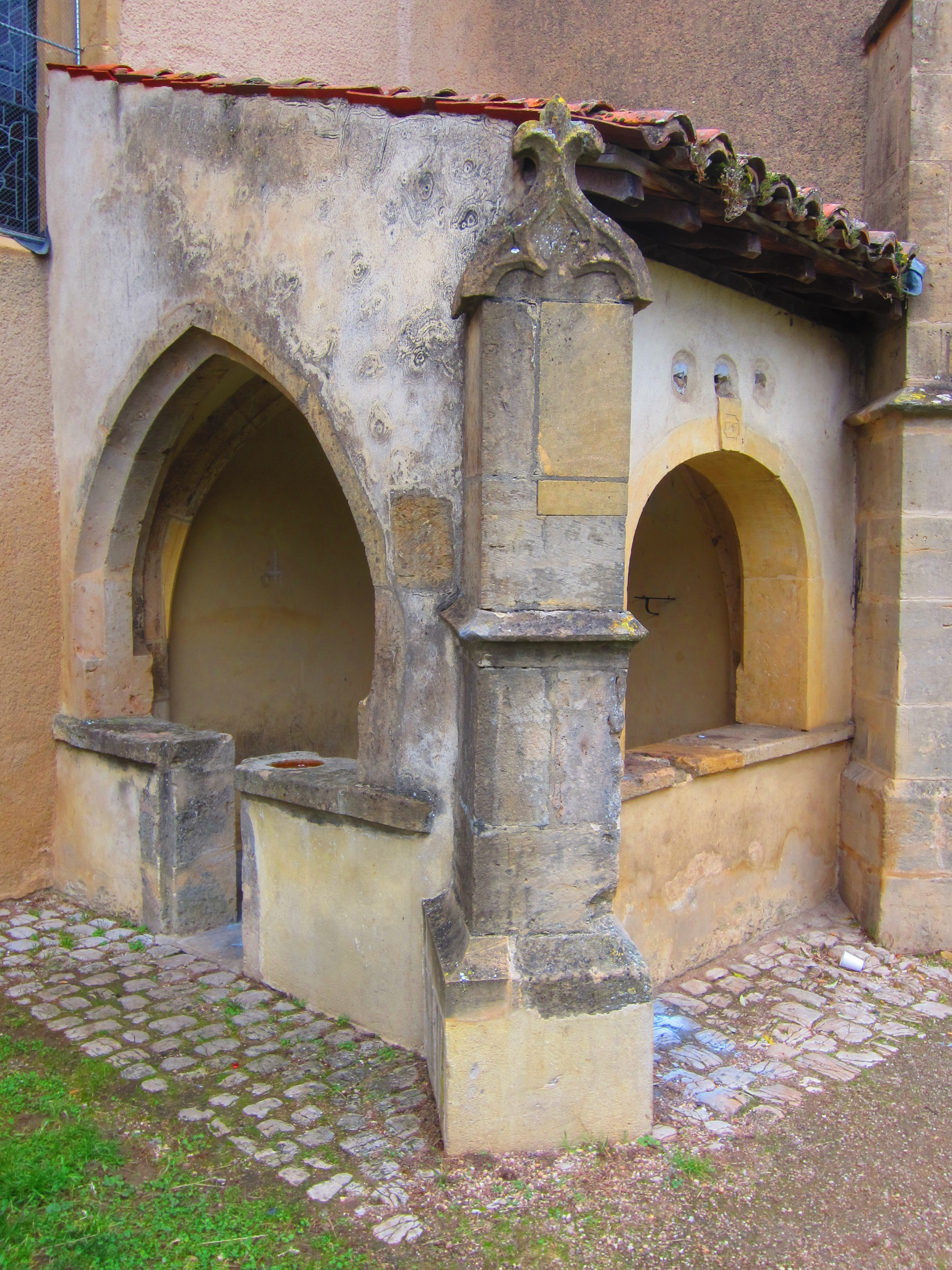
Ancien ossuaire.

#### Édifices religieux
Hatrize possède deux édifices religieux remarquables :
- l'église paroissiale Saint-Martin, mentionnée en 1157, dont les époques de construction se situent pendant la 2e moitié du XIIe siècle, aux XVe et XVIe siècles et pendant le 3e quart du XVIIIe siècle. L'église Saint-Martin, y compris le portail du XVIIe siècle à l'entrée ouest de l'ancien cimetière, est inscrite au titre des monuments historiques par arrêté du 20 juillet 1990[26] ;
- le calvaire, situé rue de Verdun, élevé au XVIIIe siècle, qui porte la date 17.., les deux derniers chiffres étant illisibles.

### Personnalités liées à la commune
- Léopold, comte de Gourcy, seigneur de Pagny, de Moineville et d'Hatrize, capitaine au service et ami de S.M.I. et R. Apostolique l'Empereur François Ier du Saint-Empire grièvement blessé à la bataille de Strigau en 1744 au service de ce dernier qui le pensionne.

### Héraldique, logotype et devise
| Blason de Hatrize | Blason  | D'azur plain ; au chef d'or chargé de deux lions issant et affrontés de gueules soutenant de leurs pattes une croix pattée du même. |
| Blason de Hatrize | Détails | Le statut officiel du blason reste à déterminer.                                                                                    |